# Yorkshire Dales
Les Yorkshire Dales (« Vallons du Yorkshire ») sont une région d'Angleterre ainsi que le nom d'un parc national anglais qui s'étend sur les comtés de Yorkshire du Nord et de Cumbria. Dale se traduit en français par « vallée » ou « vallon ». Son symbole est le mouton swaledale.

## Géographie

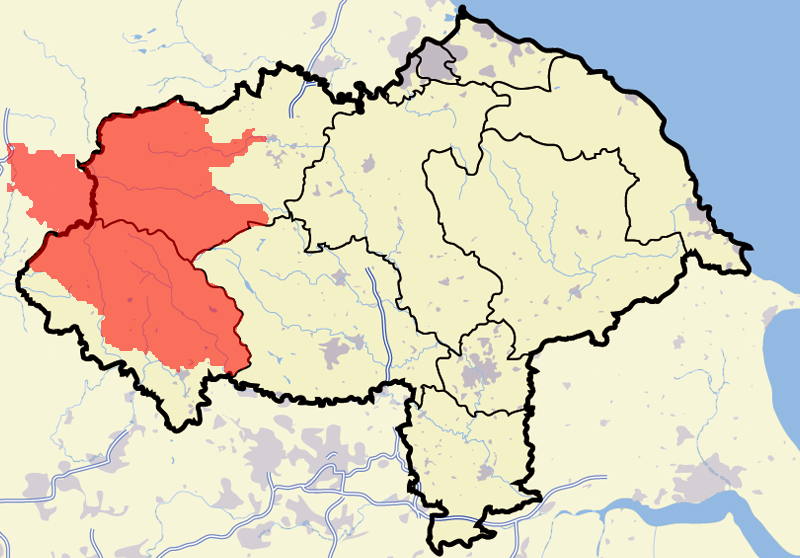
Localisation du parc national de Yorkshire Dales dans le comté du Yorkshire du Nord.

Le pays est constitué de hautes terres calcaires coupées de vallées (les dales) en forme de « U » ou de « V » qui ont été façonnées à l'époque glaciaire. Les pâturages à moutons séparés de murets de pierre sèche et les landes de bruyère et de fougères sont caractéristiques du paysage.

## Le parc national

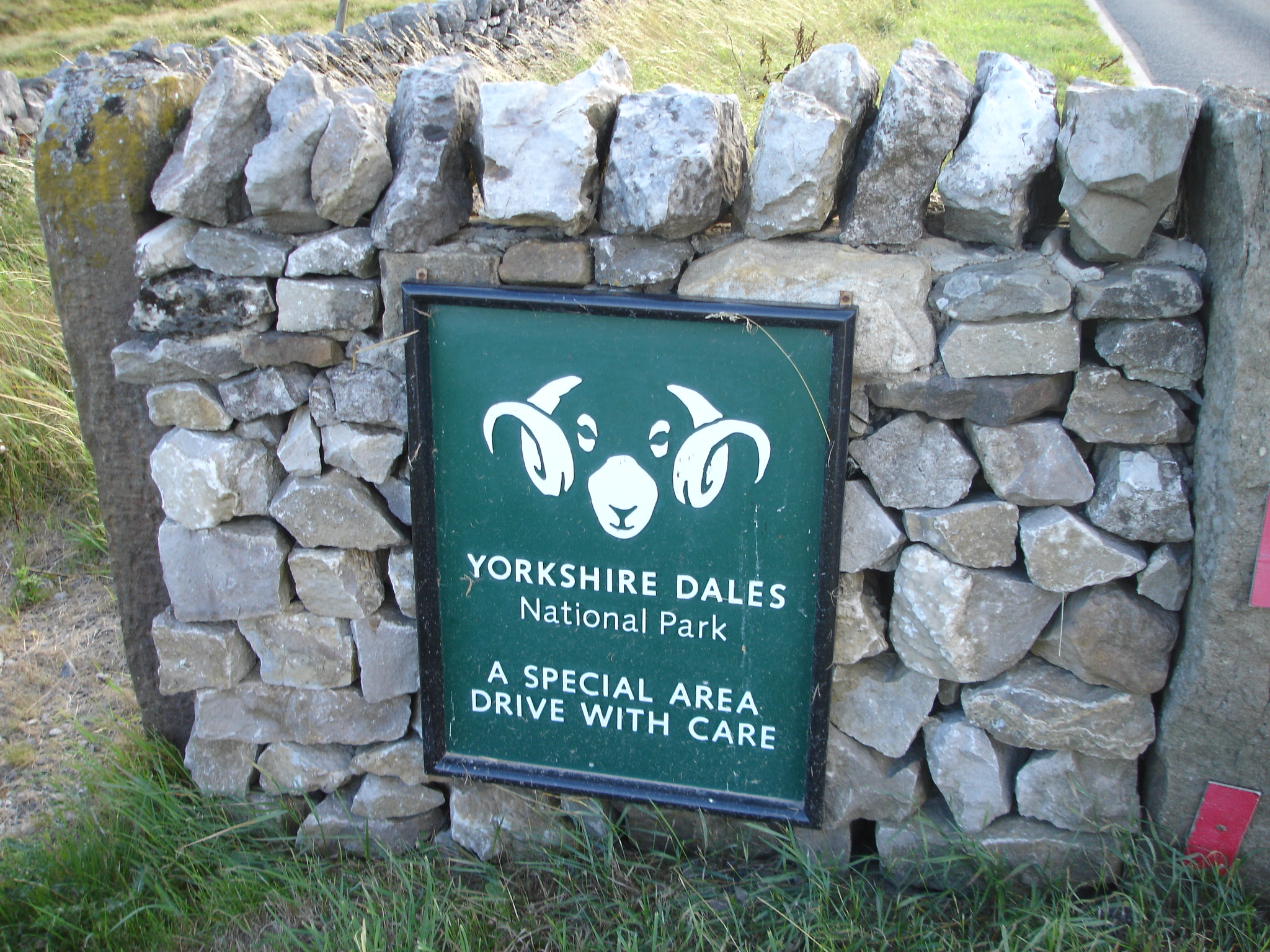
Panneau à l'entrée dans le parc national de Yorshire Dales.

Le parc a été créé en 1954. Jusqu'en 2016, il s'étend sur 1769 km². Le 1er août 2016, sa superficie est augmentée de 487 km2 pour passer à 2 256 km2, soit une extension de 24% de sa taille initiale,,,,. Plus de 95 % des terres du parc sont sous propriété privée ; il y a plus de 1 000 fermes dans cette région. Plus de 20 000 personnes y vivent et y travaillent, et il attire annuellement plus de 4 millions de visiteurs, notamment des randonneurs. Le parc est connu pour ses « Trois Pics » (en anglais Three Peaks) : Whernside (736 m), Ingleborough (723 m) et Pen-y-ghent (694 m), qui font partie de la chaîne des Pennines.

## Grottes

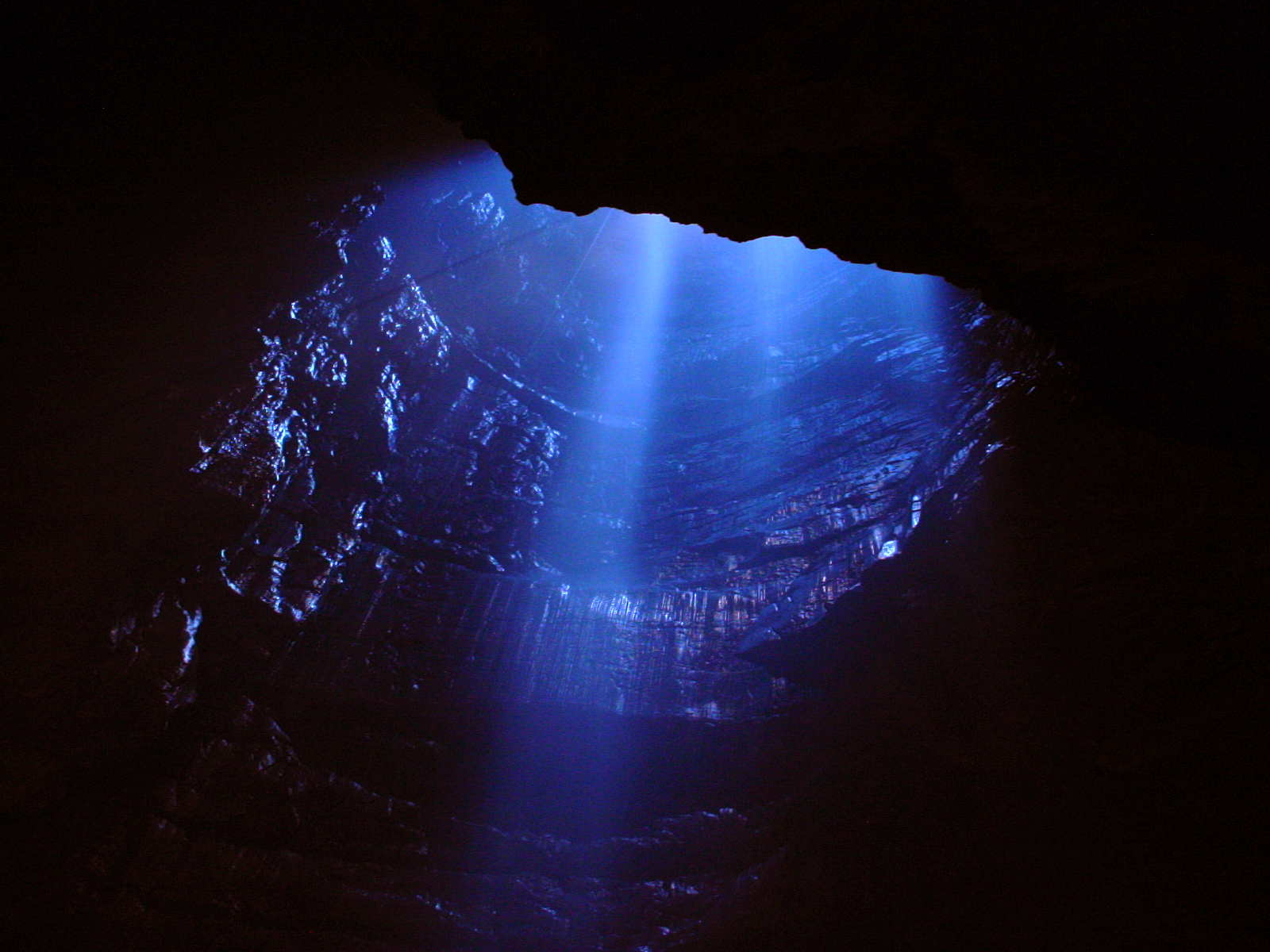
Gaping Gill.

En raison du substrat calcaire des Vallons, il existe tout un réseau de grottes qui fait de la région une des plus fréquentées par les spéléologues au Royaume-Uni. Certaines sont ouvertes au public.
Au nombre de ces grottes, on compte :
- le gouffre de Gaping Gill,
- la grotte d'Alum Pot,
- les cavernes de Mossdale,
- les cavernes de Kingsdale,
- les grottes de Leck Fell,
- la grotte d'Easegill,
- les grottes de White Scar à Chapel-le-Dale près d'Ingleton, dans le Yorkshire du Nord[9],
- la grotte d'Ingleborough[10] à Clapdale près de Clapham, dans le  Yorkshire du Nord,
- les cavernes de Stump Cross[11] près de Pateley Bridge,
- les grottes de Nidderdale près de Pateley Bridge.

## Liste des vallons
- Airedale, la vallée de l'Aire
- Arkengarthdale
- Barbondale
- Birkdale
- Bishopdale
- Chapel-le-Dale
- Coverdale
- Dentdale
- Garsdale
- Langstrothdale
- Littondale
- Kingsdale
- Malham dale

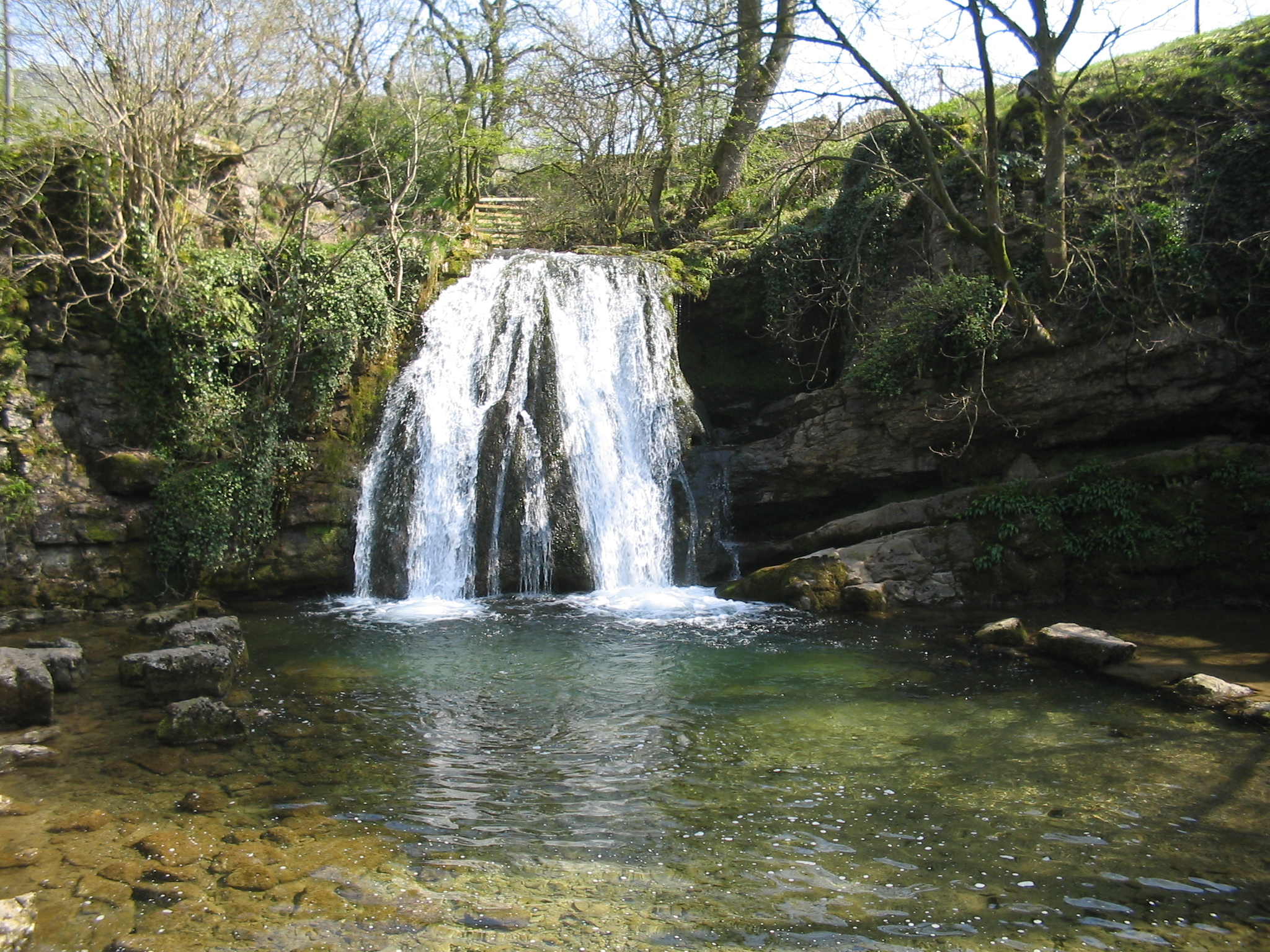
Janet's Foss, près de Malham.

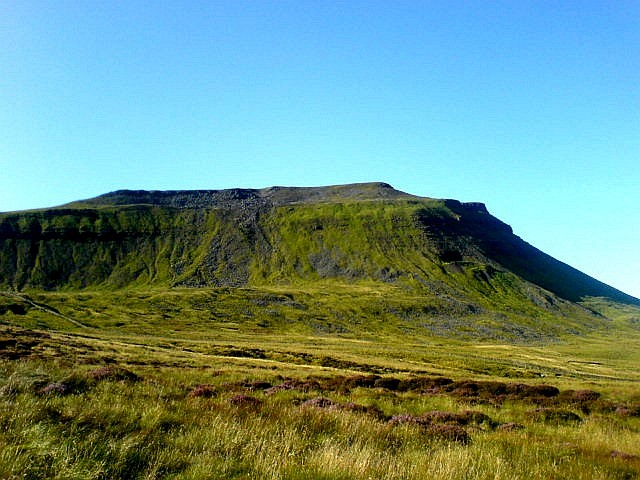
Vue d'Ingleborough depuis la tourbière en contrebas.

- Nidderdale, la vallée de la Nidd (en)
- Ribblesdale
- Swaledale, la vallée de la Swale
- Teesdale, la vallée de la Tees
- Wensleydale, la vallée de l'Ure
- Wharfedale, la vallée de la Wharfe

## Au cinéma
Dans cette région ont été tournés plusieurs scènes du film Harry Potter et les Reliques de la Mort. La série télévisée All Creatures Great and Small (2020) (en) a été largement filmée, dans les Dales.

## Dans la littérature
Les intrigues des Détectives du Yorkshire, le cycle de romans policiers de Julia Chapman, se déroulent dans les Vallons du Yorkshire et plus précisément dans le village de Bruncliffe.
Les romans de Peter Robinson mettant en scène l’inspecteur Alan Banks se déroulent également dans la région.